# Călene, Alba
Călene este o localitate componentă a orașului Cugir din județul Alba, Transilvania, România.